# Bungendore
Bungendore est une ville australienne située dans la zone d'administration locale de Queanbeyan–Palerang, en Nouvelle-Galles du Sud. 

## Géographie
Bungendore est située dans la région des Plateaux du sud, au sud du lac George, à 38 km à l'est de Canberra, en limite du Territoire de la capitale australienne. La ville est devenue l'un des principaux centres touristiques de la région au cours des dernières années, apprécié des visiteurs en provenance de Canberra et certains quartiers sont classés. La ville s'est rapidement développée au cours des dernières années comme cité dortoir de Canberra.

## Histoire
Les premiers habitants de la région sont les aborigènes du peuple Ngarigo.
Le village est créé au XIXe siècle et reçoit le statut de town en 1837. Il fait partie de la zone d'administration locale de Palerang à partir de 2004 puis à celle de Queanbeyan–Palerang depuis sa création en 2016.

## Démographie
| 2001  | 2006  | 2011  | 2016  | 2021  |
| ----- | ----- | ----- | ----- | ----- |
| 1 685 | 2 806 | 3 553 | 4 178 | 4 745 |